# Debreceni Hoki Klub
A Debreceni Hoki Klub az észak-alföldi régió legnagyobb jégkorong egyesülete. 1989-ben alapították, 2014-től három szezont töltött el a hazai hoki élvonalában, teljesítményét két negyedik helyezés és egy Magyar Kupa bronzérem fémjelezte. 2017-től utánpótlás neveléssel foglalkozik, 200 fölötti taglétszámával meghatározó szerepet játszik az országrész jégkorong sportjában.

## Története
Az egyesület 1989. január 2-án jött létre Debreceni Amatőr Hoki Klub néven, kihasználva a kevéssel azelőtt életbe lépett egyesülési törvény adta lehetőségeket. Az alapítók, közöttük Korcsinszky György, a Városi Jégsport Szövetség akkori elnöke, Ligeti Zoltán, Bakó János és Belházi János célja az volt, hogy az akkor már 12 éve működő műjégpályát hosszú távon is elérhetővé tegyék a jégkorongozók számára. Korábban – háttérszervezet híján – a hokisoktól elzárták ezt a lehetőséget egy városi tanácsi rendelkezésre hivatkozva. Bíztak abban is, hogy a klub megalakítása könnyebbé teszi a szponzorkeresés folyamatát, amire nagy szükség volt, tekintettel a sportág gyenge anyagi helyzetére lokális és országos szinten egyaránt. A jégkorong csak az utóbbi évtizedben lett a tényleges érdemei szerint értékelt sportág, előtte a hazai sportvezetésben hosszú évtizedekig az a vélemény uralkodott, mely szerint a hokinak (és általában a téli sportoknak) nincsenek gyökerei Magyarországon, egyébként is „jégkorongozni akkor kell, amikor a mezőn befagynak a pocsolyák”. Érdekes módon ezt a vélekedést még az egyébként szívesen másolt „szovjet minta” sem tudta érdemben megváltoztatni.
A debreceni amatőrök ambiciózus kezdőknek bizonyultak, alapításuk évében a 4. helyen végeztek az OB II-es bajnokságban, amelyet egy ezüstérem követett. 1991-92-ben már aranyat szereztek az OB II/A-ban, ezt követően, a debreceni jégkorong egyik ikonikus alakja, Oltványi Ottó, az MTI vezérigazgatója, valamint az akkori szakszövetségi elnök, Dr. Sárközi Tamás jogászprofesszor segítségével és a Szerencsejáték Rt, valamint a Debreceni Dohánygyár támogatásával elindultak az OB I-es bajnokságban. Az akkor már a harmadik éve Debrecenben hokizó Igor Razov és Mihail Szokolov mellett új légiósok, a Demensin-testvérek és a kazah-orosz Vladimír Jefremov is feltűntek a DAHK csapatában, az utóbbi az OB I kanadai táblázatán a 10. helyen végzett. Ám a debreceni együttes hat pontot szerezve így is csak a 7. (utolsó) helyen zárt, amiben döntő szerepet játszott, hogy a hazai játékosok meg sem közelítették a légiósok játéktudását. A következő idény kezdete előtt Evgenii Demensin távozott Debrecenből, a helyére a CSZKA Moszkva csapatától Alekszej Grisenko és néhány, csak a mérkőzésekre érkező magyar hokis került a keretbe, így közös edzésmunkára, összeszokásra eleve nem volt lehetőség. A pénzügyi gondok is egyre növekedtek, így a DAHK a hősies erőfeszítések ellenére, elsősorban a helyi utánpótlás szűkössége és a finanszírozás nehézségei miatt a második OB I-es szezonjában is sereghajtó maradt és visszakényszerült az OB II-be. A legmagasabb osztályban való indulás olyan élcsapatokat hozott el Debrecenbe, akiket egyébként csak nagy ritkán, a hírverő mérkőzéseken láthatott volna a közönség. A publikum végig kitartott a kedvencei mellett, a recsegő mínuszokban is gyakran több száz néző biztatta a mieinket, néha a testi épségét is kockára téve, mivel a nagyerdei pálya nem volt plexivel fölszerelve.
A következő évek valószínűleg nem vonulnak be a jeges sportok aranykönyvébe; a jól ismert gondok megmaradtak, sőt, több alkalommal is felmerült a leromlott műszaki állapotú műjégpálya megszűnésének lehetősége. A DAHK az OB II-ben vitézkedett és 2014-ig, a MOL Ligás indulásig összesen hét bajnoki címet szerzett, legtöbbször dunaújvárosi együttesekkel, valamint az UTE és a MAC Népstadion csapataival vetélkedve. Eközben viszont a jeges sportok és a DAHK életét, eredményeit alapjaiban meghatározó események történtek.
Az új debreceni városvezetés 1998-tól egészen más szemmel tekintett a jégkorongozásra és támogatták azt, hogy a jeges sportok egész évben használható otthonhoz jussanak városunkban. 2004-ben átadásra került a Derék utcai fedett jégcsarnok, ami azt jelentette, hogy a jégkorong Debrecenben is elveszítette idényjellegét, neki lehetett látni az utánpótlás szisztematikus fejlesztésének. Ezzel nagyjából egy időben a „szakmai erősítés” is útban volt, méghozzá Gyergyószentmiklós irányából. Az első fecske 2000-ben a román ifi és junior válogatottat is megjárt György István, aki eredeti szándéka szerint tanulni jött Debrecenbe, majd 2004-ben és 2006-ban újabb két válogatott jégkorongozó, a kapus Máthé Csaba, valamint György József érkezett a klubhoz. Azon túl, hogy kiválóan teljesítettek a DHK OB II-es csapatában, mindhárman edzői ambíciókat is dédelgettek, nem véletlen, hogy máig ott állnak a debreceni edzői gárda élvonalában. Máthé Csaba 2011 óta a korosztályos válogatottak mellett is dolgozik, míg György Józsefet 2019-ben nevezték ki a magyar U 15-ös válogatott vezetőedzőjének. A szintén sokszoros román válogatott Fekete Albert már edzőként igazolt át Székesfehérvárról 2004-ben, míg Mezei Barna 2003-ban kezdett a klubnál dolgozni. A tagtoborzó munka tudatos fejlesztése és a tapasztalt szakemberek erőfeszítései nyomán az utánpótlás létszám folyamatosan emelkedett, gyorsan sikerült elmozdulni a nyitott pályás időszakból örökölt 35-40 fős létszámról; 2013-ra az igazolt sportolók száma már 184 volt, 2019-ben pedig a 230 főt is meghaladtuk. Ehhez igazodva az edzői kar létszáma is folyamatosan növekedett és jelenleg már 19 szakembert számlál.
A vezetőség 2004-ben látta elérkezettnek az időt, hogy névváltozással is jelezzék, a klub immár magasabb célok felé törekszik. Így az „amatőr” jelző végérvényesen kikerült a klub hivatalos nevéből. Az egyesület időben számolt a TaO támogatási rendszer bevezetésével megnyíló lehetőségekkel, ennek következtében sikerült stabilizálni a klub pénzügyi hátterét. A DHK ezen a téren is nagy segítséget kapott Éles Krisztinától, aki 2010-ben csatlakozott az elnökséghez és jelentős érdemeket szerzett a szervezet modernizálásában. Rajta kívül e sorok írója is szinte a kezdetektől részt vesz az egyre gyarapodó sportszakmai feladatok megoldásában. A Debreceni HK 2009 óta minden korosztályban legalább egy csapatot indított a magyar bajnokságban. A 2012-13-as szezonban a mieink szerencsét próbáltak a szlovák junior bajnokságban is és mindjárt az első szezonban az alapszakasz 6. helyén végeztek, majd a következő két idényt a 4. helyen zárták, kár, hogy az északi szomszédok versenyszabályzata nem tette lehetővé, hogy elinduljunk a rájátszásban. A sikerek egyik kovácsa a jeles jekatyerinburg-i edző, Vladimír Scseglov volt, akit a junior csapat vezetésére szerződtetett a klubvezetés. A DHK juniorjai nem a jó szerencsének köszönhették a sikereiket, kiváló társaság gyűlt akkoriban össze. Az együttes vezéregyénisége az a Könczei Áron volt, aki a debreceni fiatalok közül először jutott el a válogatottságig. A húzóemberek közé tartozott Fucskó Tamás, az edzőként dolgozó Okos Csanád, a válogatott kerettag Odnoga Mátyás, vagy a szintén Erste Ligában szereplő Tőke Zoltán, Csíki Zoltán, Barabás László és Elekes-Darabont Hunor is. A szlovákiai kirándulás szakmailag hasznosnak bizonyult, anyagi oldalon korántsem, és azt sem éltük meg örömmel, hogy csak az alapszakaszba nyerünk bebocsátást. A figyelem ekkor az osztrák bajnokság felé fordult, ami a 2015-16-os idényben először a debreceni-miskolci vegyes junior csapatban (Deb-Mis Select) öltött testet. A 2017-18-as szezontól a mieink már önálló csapatként indultak az osztrák juniorban és az ifiben is. A srácok minden fronton tisztességgel helytálltak, de az első Master-csoportba kerülésre a 2018-2019-es szezonig kellett várni, ezt az eredményt az U18-as korosztály produkálta. Az ígéretesen fejlődő korosztályos eredmények közepette azonban nyitva maradt az elitbe való visszatérés lehetősége.
Sokan már 2008 táján úgy vélték, hogy ideje lenne visszatérni a MOL Ligába. Döntő lépés azonban nem történt, mígnem a klub 2013-ban deklarálta, hogy az MJSZ hozzájárulásával a következő idényben jégre lép a magyar bázisú nemzetközi bajnokságban. 2014-ben váratlan események történtek; Korcsinszky György 25 éves elnöki tevékenység után a klub februári közgyűlésén átadta az elnöki tisztséget Mocsári Attilának. A MOL Ligával kapcsolatos, régen várt bejelentések hónapokig elmaradtak, aztán mégis összeállt a csapat Jevgenyij Muhin vezetőedző irányításával. A játékoskeret kialakításában nagy szerepe volt a klubhoz frissen csatlakozott, a 227-szeres válogatott Ladányi Balázsnak, az ő szava sokat nyomott a latban a játékosok körében. A DHK első MOL Ligás szezonja felülmúlta a várakozásokat, az újonc együttes a bajnokságban az 5., a Magyar Kupában a 3. helyen végzett. A következő két idényben, ha lehet még sikeresebbnek bizonyult a debreceni legénység; a Ligában mindkétszer bejutottak a legjobb négy közé, a 4. helyen zárták a bajnokságot és még egy bronzérmet harcoltak ki a Magyar Kupában. Az ezt követő idényben a bajnokság ERSTE Liga néven működött tovább, de abban a Debreceni HK már nem vett részt. A debreceni felnőtt együttes a 2018-19-es szezonban tért vissza az elitbe, de mindez már az idősebb testvér, az idén 100 éves DEAC történetéhez tartozik.
Természetesen a DHK berkeiben sem állt meg az élet, a 2017-ben elnökké választott Fodor András irányításával zökkenőmentesen becsatlakozott a cívisváros új sportfinanszírozási rendszerébe és eredményesen folytatja azt a nagy fontosságú sportszakmai munkát, amit a most jubiláló klub hosszú éveken át eredményesen végzett, a felnövekvő és feltörekvő új generációk sportemberré nevelését.
Nem tartozik jelen írás feladatai közé, hogy mélyreható szakmai elemzését adja a DHK elmúlt három évtizedének, fontosnak tekintjük viszont néhány mérföldkőnek beillő esemény felelevenítését és elhelyezését az elmúlt 30 év folyamatában. Egy működő szervezet mindennapjait alapvetően a gazdasági környezet határozza meg, ez alól a mi szervezetünk sem volt kivétel. A kezdetektől nagyjából az 1990-es évek közepéig a hiánygazdaság körülményei között tevékenykedtünk, ami esetünkben nem csupán a gazdasági erő, hanem a támogató környezet hiányát is jelentette. Ebben az időszakban nemcsak a szervezet működtetéséhez szükséges anyagiak előteremtése okozott súlyos gondokat, hanem a sportág puszta életben tartása is, mivel az országos és lokális sportpolitikai megfontolások kifejezetten ellene dolgoztak; a körülményekhez képest jelentős szurkolói közösség véleménye nem sokat nyomott a latban. Hiányzott a megfelelő infrastruktúra is, mivel a nagyerdei nyitott pálya legfeljebb kényszermegoldást jelenhetett. A sportpolitikai környezet az új önkormányzat hivatalba lépésével változott meg, 1998 után a jégkorong elfoglalta megérdemelt helyét a város számára fontos sportágak között. Az infrastruktúra terén a 2004. év volt a mérföldkő, a Debreceni Jégcsarnok megnyitása, míg a sporttámogatás struktúrájának gyökeres változása 2011-hez, a TaO támogatási rendszer életbe lépéséhez köthető. A most felidézett három lépcső vezetett át a hiánygazdasági környezetből a piacgazdasági, egyben a sportszakmai szempontból is támogató környezethez. A hazainál magasabban rangsorolt külföldi utánpótlás ligákba való betagozódás és a felnőtt csapat indulása a MOL Ligában már egyértelműen azt jelezte, hogy a DHK a sportszakmai fejlődésre, fejlesztésre használta fel a társadalmi környezet pozitív előjelű változását és ez a trend folytatódik a jövőben is.
A DHK első három évtizede nyilván emberekhez, személyekhez is köthető, akik játékosként, sportvezetőként, támogatói vagy szurkolói minőségben szerepet vállaltak egyesületünk sorsának alakításában. Munkájukat, lehetőségeiket jobbára az határozta meg, hogy pályafutásuk hol helyezkedik el a DHK történetének idővonalán. A „régiek” közül a napi munka szintjén mostanra eléggé kevesen maradtak a sportág és a klub közelében. A kanadai szlogen azt hirdeti, „100 év csak a kezdet!”, miközben mezeket vonultatnak vissza, szervezik az emléktornákat, szembeszállnak az idővel. Ha száz év csak a kezdet, akkor 30 év még inkább az, egyben jó alkalom is arra, hogy az elődeinkről beszéljünk. Mert sokan vannak, akikre büszkék lehetünk, akik érdemesek arra, hogy alakjukat megőrizze a kollektív emlékezet.
=Müller Károly=

## Bajnokságok és eredmények
MAGYAR FELNŐTT BAJNOKSÁG
OB II és OB I/B:
1988-89: 4.
1989-90: 4.
1990-91: 2.
1991-92: 1.
1994-95: 2.
1995-96: 3.
1996-97: 4.
1997-98: adathiány
1998-99: 3.
1999-2000: 3.
2000-01: 3.
2001-02: 2.
2002-03: 1.
2003-04: adathiány
2004-05: 4.
2005-06. 5.
2006-07: 1.
2007-08: 1.
2008-09: 1.
2009-10: 3.
2010-11: 3. (OB II – U25)
2011-12: 1.
2012-13: 1.
OB I.
1992-93:  7.
1993-94:  7.
MAGYAR KUPA HELYEZÉSEK   
1993-94:  negyeddöntő
1995-96:  2. forduló
1996-97:  2. forduló
1997-98:  nyolcaddöntő
2012-13:  selejtező
2013-14:  6.
2014-15:  3.
2015-16:  4.
2016-17:  3.
NEMZETKÖZI SIKEREK
Szlovák U 20-as bajnokság
2012-13:  alapszakasz 6.
2013-14:  alapszakasz 4.
Szlovák U 18-as bajnokság
2014-15: alapszakasz 6.
Osztrák junior (EBYSL)
2015-16 és 2016-17: Debrecen-Miskolc Select (DMS)
Legjobb helyezés: kvalifikáció
2017-18 és 2018-19: Debreceni HK
Legjobb helyezés: kvalifikáció
Osztrák ifi (EBJL)
2016-17: DMS  
Legjobb helyezés: kvalifikáció
2017-18: Debreceni HK
Legjobb helyezés: kvalifikáció
2018-19: Debreceni HK
Legjobb helyezés: Master Round negyeddöntő
MOL LIGA
2014-15
Alapszakasz: 5. helyezés
Negyeddöntő: ASC Corona Brasov-DHK 2-0 (2 nyert mérkőzés)
Végeredmény: 5. helyezés
Kanadai táblázat: nincs adat
Kapusrangsor: 7. Borodin Savva
Vezetőedző: Evgenii Muhin
2015-16                           
Alapszakasz: 4. helyezés
Negyeddöntő: DHK-UTE  2-1 (2 nyert mérkőzés)
Elődöntő: DVTK-DHK 4-0
Végeredmény: 4. helyezés
Kanadai táblázat: nincs adat
Kapusrangsor: 2. Borodin Savva
Vezetőedző: Evgenii Muhin
2016-17
Alapszakasz: 4. helyezés
Negyeddöntő: MAC-DHK: 4-1 (4 nyert mérkőzés)
Végeredmény: 4. helyezés
Kanadai táblázat: 2. Jesse Schultz
Kapusrangsor: 9. Gyenes Dávid
Vezetőedző: Jason Morgan